# Annellophora africana
Annellophora africana är en svampart som beskrevs av S. Hughes 1952. Annellophora africana ingår i släktet Annellophora, divisionen sporsäcksvampar och riket svampar.   Inga underarter finns listade i Catalogue of Life.